# 多賀谷真稔
多賀谷 真稔（たがや しんねん、多賀谷眞稔、1920年1月5日 - 1995年4月9日）は、日本の政治家。日本社会党の衆議院議員、同党書記長。広島県呉市出身。正三位勲一等旭日大綬章。

## 略歴
- 1943年、早稲田大学法学部卒。日鉄鉱業入社、炭鉱福岡地方本部法規対策部長などを務める。
- 1952年、左派社会党から代議士初当選。
- 1955年、社会党再統一に伴い日本社会党に所属する。
- 1965年、佐々木更三委員長の下で政策審議会長に就任し勝間田清一委員長の下で政審会長に留任。
- 1969年、初の落選。
- 1970年、成田知巳委員長の下で政審会長を退任。
- 1971年、第7回福岡県知事選挙に無所属（社会党推薦）で立候補するも亀井光（自民党推薦）に敗れ落選となる。
- 1977年12月、飛鳥田一雄委員長の下で書記長に就任。
- 1980年6月、衆参同日選で民放テレビ出演中に地元・福岡2区で落選を知らされ選挙戦を終えた。
- 1982年2月、書記長を退任。
- 1983年、衆院選で議員に返り咲き。
- 1986年、衆参同日選後の特別国会で衆院副議長に就任する。
- 1989年6月、予算案強行採決を巡る混乱の責任を取って副議長辞任。
- 1990年2月、総選挙を前に政界引退。

## 選挙歴
| 当落                          | 選挙                   | 施行日         | 選挙区      | 政党       | 得票数  | 得票率 | 得票順位 /候補者数 | 比例区 | 比例順位 /候補者数 |
| ----------------------------- | ---------------------- | -------------- | ----------- | ---------- | ------- | ------ | ------------------ | ------ | ------------------ |
| 当                            | 第25回衆議院議員総選挙 | 1952年10月1日  | 福岡県第2区 | 左派社会党 | 62,891  | 14.5   | 2/11               | -      | -                  |
| 当                            | 第26回衆議院議員総選挙 | 1953年4月19日  | 福岡県第2区 | 左派社会党 | 59,695  | 14.1   | 3/9                | -      | -                  |
| 当                            | 第27回衆議院議員総選挙 | 1955年2月27日  | 福岡県第2区 | 左派社会党 | 74,790  | 17.3   | 2/7                | -      | -                  |
| 当                            | 第28回衆議院議員総選挙 | 1958年5月22日  | 福岡県第2区 | 日本社会党 | 85,469  | 17.8   | 1/8                | -      | -                  |
| 当                            | 第29回衆議院議員総選挙 | 1960年11月20日 | 福岡県第2区 | 日本社会党 | 73,289  | 16.4   | 1/8                | -      | -                  |
| 当                            | 第30回衆議院議員総選挙 | 1963年11月21日 | 福岡県第2区 | 日本社会党 | 66,042  | 15.2   | 4/9                | -      | -                  |
| 当                            | 第31回衆議院議員総選挙 | 1967年1月29日  | 福岡県第2区 | 日本社会党 | 67,332  | 13.4   | 3/9                | -      | -                  |
| 落                            | 第32回衆議院議員総選挙 | 1969年12月27日 | 福岡県第2区 | 日本社会党 | 64,056  | 13.3   | 6/8                | -      | -                  |
| 当                            | 第33回衆議院議員総選挙 | 1972年12月10日 | 福岡県第2区 | 日本社会党 | 105,578 | 20.7   | 1/7                | -      | -                  |
| 当                            | 第34回衆議院議員総選挙 | 1976年12月5日  | 福岡県第2区 | 日本社会党 | 76,597  | 14.4   | 5/8                | -      | -                  |
| 当                            | 第35回衆議院議員総選挙 | 1979年10月7日  | 福岡県第2区 | 日本社会党 | 93,258  | 16.9   | 2/9                | -      | -                  |
| 落                            | 第36回衆議院議員総選挙 | 1980年6月22日  | 福岡県第2区 | 日本社会党 | 74,165  | 13.4   | 6/8                | -      | -                  |
| 当                            | 第37回衆議院議員総選挙 | 1983年12月18日 | 福岡県第2区 | 日本社会党 | 119,899 | 21.9   | 1/6                | -      | -                  |
| 当                            | 第38回衆議院議員総選挙 | 1986年7月6日   | 福岡県第2区 | 日本社会党 | 97,965  | 17.3   | 2/6                | -      | -                  |
| 当選回数12回 （衆議院議員12） |                        |                |             |            |         |        |                    |        |                    |

| 議会            | 議会                                           | 議会          |
| --------------- | ---------------------------------------------- | ------------- |
| 先代 勝間田清一 | 衆議院副議長 第56代：1986年 - 1989年           | 次代 安井吉典 |
| 先代 野田武夫   | 衆議院石炭対策特別委員長                       | 次代 堂森芳夫 |
| 党職            |                                                |               |
| 先代 石橋政嗣   | 日本社会党書記長 第7代 : 1977年 - 1981年       | 次代 馬場昇   |
| 先代 木村禧八郎 | 日本社会党政策審議会長 第7代 : 1965年 - 1970年 | 次代 北山愛郎 |